# Wasza Wspaniałość
Wasza Wspaniałość – studyjny album szczecińskiego zespołu Pogodno.
Album zajął 36 miejsce na liście sprzedaży OLiS.

## Lista utworów
1. "Ale" – 6:27
2. "Suka" – 5:59
3. "Ciłość" – 6:28
4. "Piosenka terrorystyczna" – 3:49
5. "Nie I" – 3:58
6. "Nie II" – 3:42
7. "Magnes" – 3:33
8. "Czemu wciąż jest czwartek" – 4:01
9. "Oda do młodości" – 7:56

## Twórcy
- Jacek Szymkiewicz – śpiew, gitara
- Marcin Zabrocki – instrumenty klawiszowe, saksofon, śpiew
- Paweł Osicki – perkusja, śpiew
- Damian Pielka – gitara basowa, śpiew